# کوستیانتین سیمچوک
کوستیانتین سیمچوک (اوکراینی: Костянтин Микола́йович Симчук؛ زادهٔ ۲۶ فوریهٔ ۱۹۷۴) بازیکن هاکی روی یخ اهل اوکراین است.وی همچنین از بازیکنان هاکی روی یخ در المپیک زمستانی ۲۰۰۲ بوده است.